# Anisopodus humeralis
Anisopodus humeralis là một loài bọ cánh cứng trong họ Cerambycidae.